# لقاح وباء الإنفلونزا لعام 2009
طُورت لقاحات وباء الإنفلونزا لعام 2009 للحماية من فيروس H1N1 / 09 الوبائي. تحتوي هذه اللقاحات على فيروس إنفلونزا غير مفعّل (مقتول) أو فيروس حي مُضعَف لا يمكن أن يسبب الإنفلونزا. يُعطَى اللقاح المقتول حقنًا بينما يُعطَى اللقاح الحي عن طريق الإرذاذ الأنفي. صُنِّعت هذه اللقاحات عبر زراعة الفيروس في بيض الدجاج إذ أُنتجت نحو ثلاثة مليارات جرعة أُعطيَت في نوفمبر 2009.
بدا اللقاح في الدراسات فعالًا وآمنًا بتوفيره استجابة مناعية وقائية قوية بأمان مشابه للقاح الإنفلونزا الموسمية المعتادة. امتلك نحو 30٪ من الأشخاص بعض المناعة السابقة ضد الفيروس. يمنح اللقاح أكبر فائدة للشباب لأن العديد من كبار السن يتمتعون بالفعل بالحصانة من التعرض لفيروسات مماثلة في الماضي. كما يوفر اللقاح بعض الحماية المتقاطعة ضد سلالات الإنفلونزا لعام 1918.
أظهرت النتائج المبكرة (قبل 25 ديسمبر عام 2009) لدراسة حشدية شملت 248000 شخص في اسكتلندا أنّ اللقاح فعال في الوقاية من إنفلونزا H1N1 (فعالية 95٪ [نطاق ثقة 95٪ 76- 100٪]) ومن استشفاء ذو صلة بالإنفلونزا ( 64.7٪ [نطاق ثقة 95٪ 12- 85.8٪]).
تستغرق عملية تطوير واختبار وتصنيع كميات كافية من اللقاح عدة أشهر. وفقًا لكيجي فوكودا من منظمة الصحة العالمية: «يوجد قدر أكبر بكثير من اللقاح مقارنةً بما كان عليه قبل بضع سنوات، لكن لا توجد قدرة كافية لصنع لقاحات لجميع سكان العالم على الفور للوقاية من الإنفلونزا». بدأ إصدار الإرذاذ الأنفي من اللقاح في 1 أكتوبر عام 2009.

## إنتاج لقاحات الإنفلونزا الموسمية السابقة
أوصت منظمة الصحة العالمية قبل تفشي فيروس H1N1/09 أن تحتوي لقاحات الإنفلونزا الموسمية في نصف الكرة الشمالي 2009- 2010 على فيروس يشبه فيروس الإنفلونزا أ H1N1 وعلى هذا الأساس صُنِّعت اللقاحات آنذاك. ومع ذلك، تختلف سلالة H1N1 الموجودة في لقاح الإنفلونزا الموسمية عن السلالة الوبائية الجديدة H1N1/ 09 ولا تقدم مناعة ضدها. ميّزت المراكز الأمريكية لمكافحة الأمراض والوقاية منها (CDC) وجود أكثر من 80 فيروس جديد من فيروسات H1N1 يمكن تصنيع لقاح منها.

## التأثيرات الجانبية
خلصت مراجعة لمعاهد الصحة الوطنية الأمريكية (NIH) إلى أن لقاح H1N1 (إنفلونزا الخنازير) لعام 2009 يملك معدل أمان مشابه للقاح الإنفلونزا الموسمي.
سجلت تجربة سريرية أولية في أستراليا تأثيرات جانبية غير خطيرة لدى نصف الأشخاص ممن تلقوا اللقاح بما في ذلك المضض والألم في موقع الحقن والصداع والشعور بالضيق والآلام العضلية. تعرّض شخصان لأحداث أكثر حدة بمعاناتهم من فترات أطول بكثير من الغثيان والآلام العضلية والشعور بالضيق الذي استمر عدة أيام. ذكر المؤلفون أن تواتر وشدة هذه الأحداث كانت مماثلة لتلك التي تشاهد عادةً مع لقاحات الإنفلونزا الموسمية. تضمنت تجربة ثانية 2200 شخص تتراوح أعمارهم بين 3 و77 عام. لم يحدث في هذه الدراسة أي تأثيرات جانبية خطيرة، بينما كان الألم في موضع الحقن والحمى أكثر الأعراض الجانبية شيوعًا إذ حدثت بنسبة تقدر بنحو 10- 25٪. تابعت هذه التجربة المرضى بشكل فردي، ولكنها تعرضت للانتقاد من الحكومات لاعتمادها على الشكاوى الطوعية بعد التطعيم بظروف أخرى. وفي هذا الشأن قيل: «من غير المرجح أن يقيس هذا التقييم بدقة النسبة المئوية للأشخاص الذين يعانون من التأثيرات الجانبية الناجمة عن اللقاح».
ذكرت منظمة الصحة العالمية أنه اعتبارًا من 19 نوفمبر عام 2009 أعطي نحو 65 مليون جرعة من اللقاح وأنه يتمتع بأمان مشابه لقاح الإنفلونزا الموسمية، مع عدم وجود فروق ذات دلالة إحصائية للتأثيرات الجانبية التي تسببها الأنواع المختلفة اللقاح. يوجد تقرير واحد عن تأثير جانبي لكل 10000 جرعة من اللقاح، مع معاناة خمسة في المئة فقط من تأثيرات جانبية سلبية خطيرة بمعدل إجمالي يُقدّر بنحو تأثير جانبي خطير واحد لكل 200000 جرعة.
بعد توزيع 6.6 مليون جرعة من اللقاح في كندا في الفترة ما بين 21 أكتوبر و7 نوفمبر، سُجِّلَت تقارير عن تأثيرات جانبية خفيفة لدى 598 شخص تلقوا اللقاح، وهي: غثيان ودوخة وصداع وحمى وإقياء وتورم أو ألم في موقع الحقن. يوجد تقارير عن إحساس بوخز الشفاه أو اللسان وصعوبة في التنفس والشرى والطفح الجلدي. عانى ستة وثلاثون شخص من تأثيرات جانبية خطيرة بما في ذلك الصدمة التحسسية والاختلاجات الحرورية. بلغ معدل التأثيرات الجانبية الخطيرة هو واحد من كل 200000 جرعة لقاح موزعة التي كانت وفقًا لكبير مسؤولي الصحة العامة في كندا أقل من المتوقع بالنسبة للقاح الإنفلونزا الموسمية. سحبت غلاكسو سميث كلاين مجموعة من اللقاحات في كندا بعد أن بدا أنها تسببت بمعدل تأثيرات جانبية خطيرة أعلى مقارنةً بالجرعات الأخرى.
وزِّعَت نحو 46 مليون جرعة في الولايات المتحدة الأمريكية اعتبارًا من 20 نوفمبر عام 2009، وسُجِّل خلال ذلك 3182 تأثير جانبي. صرّح مركز السيطرة على الأمراض أن الغالبية العظمى من التأثيرات الجانبية كانت خفيفة، مع حدوث نحو تأثير جانبي خطير واحد لكل 260000 جرعة.
أُعطي نحو 15 مليون شخص في اليابان بحلول 31 ديسمبر من عام 2009. سُجِّلَت نحو 1900 حالة من الآثار الجانبية ونحو 104 حالة وفاة في المؤسسات الطبية. وفي هذا الشأن أعلنت وزارة الصحة أنها ستجري تحقيقات وبائية.
أُعطي نحو خمسة ملايين شخص في فرنسا بحلول 30 ديسمبر من عام 2009. سُجِّلَت نحو 2657 حالة من الآثار الجانبية منها ثماني حالات وفاة داخل الرحم وخمس حالات إجهاض بعد التطعيم من قبل الوكالة الوطنية لسلامة الأدوية والمنتجات الصحية.
تشمل التأثيرات الجانبية المحتملة النادرة هي اضطرابات النزيف المؤقت ومتلازمة غيلان باري (وهي حالة خطيرة تؤثر على الجهاز العصبي المحيطي) التي يتعافى منها معظم المرضى بشكل كامل في غضون بضعة أشهر إلى سنة. أشارت بعض الدراسات إلى أن الإنفلونزا يرتبط في حد ذاته بزيادة خطر الإصابة بمتلازمة غيلان باريه، مما يشير إلى أن التطعيم قد يحمي بشكل غير مباشر من الاضطراب عن طريق الحماية من الإنفلونزا. وفقاً لماري بول كيني من منظمة الصحة العالمية، فإن تقييم الآثار الجانبية للتطعيم ضد الأنفلونزا على نطاق واسع أمر معقد؛ فأي شخص في أي مجموعة كبيرة قد يمرض ويموت في أي وقت. على سبيل المثال: من المتوقع حدوث ست وفيات مفاجئة لأسباب غير معروفة و22 حالة من متلازمة غيلان باري خلال فترة ستة أسابيع في المملكة المتحدة، لذلك إذا أُعطي اللقاح لكل شخص في المملكة المتحدة، فإن هذا المعدل الأساسي للمرض والوفاة سيستمر كالمعتاد ويموت بعض الناس عن طريق الصدفة بعد فترة وجيزة من التطعيم.
أبلغ بعض العلماء عن مخاوف حول الآثار طويلة الأجل للقاح. على سبيل المثال: كتب سوشاريت بهاكدي (أستاذ علم الأحياء المجهرية الطبية في جامعة يوهانس غوتنبرغ في ماينز في ألمانيا) في مجلة علم الأحياء الدقيقة الطبية والمناعة عن احتمال أن يؤدي التحفيز المناعي الناجم عن اللقاحات أو أي سبب آخر إلى تفاقم أمراض القلب الموجودة مسبقًا. أعرب كريس شو (وهو عالم أعصاب في جامعة كولومبيا البريطانية) عن قلقه من أن الآثار الجانبية الخطيرة قد لا تظهر على الفور؛ وقال إن الأمر استغرق من خمس إلى عشر سنوات لرؤية معظم نتائج متلازمة حرب الخليج.
يقول مركز السيطرة على الأمراض إن معظم الدراسات التي أجريت على لقاحات الإنفلونزا الحديثة لم ترَ أي صلة بمتلازمة غيلان باريه، على الرغم من إعطاء إحدى المراجعات نسبة واحدة من الحالات لكل مليون لقاح. سجلت دراسة كبيرة في الصين نُشرت في مجلة نيوإنجلند الطبية غطّت نحو 100 مليون شخص وجود 11 حالة متلازمة غيلان باري، وهي في الواقع أقل من المعدل الطبيعي للمرض في الصين، ولا توجد آثار جانبية ملحوظة أخرى.